# 胭脂淚
《胭脂淚》（又名《宝莱坞生死恋》）（Devdas），是2002年的印度電影，是一部愛情悲劇片。
此片當年在印度和全世界獲得空前成功，囊括十項印度電影觀眾獎，男女主角沙·茹克·罕和艾西維婭·萊伊還分別獲得了最佳男、女演員獎。
數年后片中女主角和主要女配角表演的雙人舞蹈《Dola re Dola》依然被評論界譽為印度舞影視之精華，曾觀者無不津津樂道。

## 影片梗概
故事發生在西孟加拉邦，一個因種姓階級導致的愛情悲劇。富家子德烏達斯·穆科吉自小與鄰家女孩帕羅兩小無猜，純情至深。十歲時德烏達斯被父親送到英國學習法律，但是兩小彼此思念。
十多年后，德烏達斯留學歸來，兩人重逢並戀愛。但是遭到穆家父母的多方阻攔，德烏達斯憤而離家出走，而後帕羅迫於戀人離棄，母親為挽回顏面等壓力出嫁貴族-查都力老爺作了他的填房。婚禮上，德烏達斯終於回來，但一切已來不及了，皆因其不夠堅定及軟弱導致戀人別嫁。
戀人遠嫁後，德烏達斯開始放縱自己，不但酗酒，還流連歌舞妓陳德拉·穆吉的懷抱。帕羅為了拯救德烏達斯，找到青樓尋他未果，卻因而認識這個多才多藝的女子。
德烏達斯浪跡天涯，試圖忘記心愛的人，但始終無法成功，他得了絕症，卻遵照諾言在生命的最後一刻來到帕羅的夫家門前。但是一道大鐵門卻將這對愛侶陰陽永隔。。。

## 票房記錄
- 當年全球淨得9.98億印度盧比。

## 演員
- 沙·茹克·罕 .... Shahrukh Khan .... 飾演德烏達斯·穆科吉，男主角。
- 艾西維婭·萊伊  .... Aishwarya Rai .... 飾演帕瓦蒂 （Parvati）戲中暱稱Paro，女主角
- 瑪都麗·迪西特  .... Madhuri Dixit .... 飾演陳德拉·穆姬，第二女主角。
- 杰基·史洛夫
- Smita Jaykar，男主角的母親。
- Manoj Joshi
- Ananya Khare，男主角的嫂嫂。
- Milind Gunaji
- Dina Pathak，男主角的祖母。
- Vijayendra Ghatge
- Kirron Kher，女主角的母親。
- Tiku Talsania
- Ava Mukherji
- Jaya Bhattacharya
- Sunil Rege
- Vijay Crishna ....飾演德烏達斯的父親納拉冉·穆科吉。
- Amardeep Jha
- Apara Mehta
- Muni Jha
- Radhika Singh

## 影片插曲
全片共九首插曲。
1. "Silsila Ye Chaahat Ka" - 由Shreya Ghoshal主唱
2. "Maar Dala" - 由Kavita Krishanamurthy和Kay Kay主唱
3. "Bairi Piya" - 由Udit Narayan和Shreya Ghoshal主唱
4. "Kaahe Chhed Mohe" - 由Pt. Birju Maharaj, Kavita Krishanamurthy和Madhuri Dixit主唱
5. "Chalak Chalak" - 由Udit Narayan, Vinod Rathod, Shreya Ghoshal主唱
6. "Hamesha Tumko Chaha" - 由Kavita Krishanamurthy和Udit Narayan主唱
7. "Woh Chand Jaisi Ladki" - 由Udit Narayan主唱
8. "Morey Piya" - Jaspinder Narula和Shreya Ghoshal主唱
9. 雙人舞蹈曲"Dola Re Dola" - 由Kavita Krishanamurthy和Shreya Ghoshal主唱

## 外部連結
- 影片的官方網址 （页面存档备份，存于）
- Devdas電影音樂述評 《Planet Bollywood》
- 互联网电影数据库（IMDb）上《胭脂淚》的资料（英文）